# 櫛橋伊朝
櫛橋 伊朝（くしはし これとも）は、南北朝時代の武将。赤松氏の家臣。

## 人物
後に播磨国印南郡志方に勢力を持った豪族・櫛橋氏の初代として伝わる人物。諸系図では世尊寺家藤原伊経の子と伝えているが、伊経は鎌倉時代初期の人物であり、後述す伊朝の事績とは明らかに時代の隔たりがあり、俄かには信じ難い。一方で櫛橋氏を相模国出身で後に播磨国に移住した糟谷氏の流れとする説もあり、そちらの信憑性が勝る状況となっている。
伊朝は鎌倉時代末期から南北朝時代にかけて活動した人物であり、南北朝の動乱の中で戦没したらしい事が「櫛橋万善居士寿像賛并序」に記録されている。詳細は不明だが、恐らく当時足利尊氏に属して勢力を伸ばしていた赤松氏に従い、戦死したものとみられている。
なお前述の通り、櫛橋氏を糟谷氏の分かれとする説があるが、『太平記』では観応の擾乱において赤松氏や糟谷保連とともに糟屋新左衛門尉伊朝という人物が足利尊氏方に参じており、これを櫛橋伊朝と同一人物と比定する向きもある。また同じく『太平記』に登場する赤松氏の武将・櫛橋三郎左衛門尉が、伊朝と同一人物とも言われる。なお三郎左衛門尉に関しては、やはり『太平記』にその名があり「蓮華寺過去帳」には六波羅方について死亡した櫛橋次郎左衛門尉義守の名があり、兄弟とも推測される。